# هیدئو ناکاتا
هیدئو ناکاتا (به انگلیسی: Hideo Nakata) کارگردان ژاپنی است.

## فیلم‌شناسی
- حلقه (۱۹۹۸) – کارگردان
- آب تیره (۲۰۰۵) – نویسنده
- اتاق گفتگو (۲۰۱۰) – کارگردان